# Георгіос Канеллопулос
Георгіос Канеллопулос (грец. Γεώργιος Κανελλόπουλος, нар. 29 січня 2000, Спарті, Греція) — грецький футболіст, півзахисник фінського клубу ГІК.

## Ігрова кар'єра

### Клубна
Георгіос Канеллопулос є вихованцем грецького клубу «Астерас». У 2019 році футболіст приєднався до першої клубної команди. Першу гру в основі футболіст провів 4 липня 2020 року, коли вийшов на заміну у матчі чемпіонату Греції.
В січні 2023 року Канеллопулос підписав дворічний контракт з фінським клубом ГІК. В першому ж сезоні півзахисник допоміг новому клубу виграти передсезонний турнірі - Кубок ліги та чемпіонський титул. Також у сезоні 2023/24 Канеллопулос брав участь у матчах групового етапу Ліги конференцій. За підсумками сезону 2024 року Канеллопулос був визнаний вболівальниками клубу кращим гравцем сезону. Контракт футболіста було продовжено ще на рік.

### Збірна
З 2021 по 2022 роки Георгіос Канеллопулос виступав у складі молодіжної збірної Греції.

## Титули
ГІК
 Чемпіон Фінляндії: 2023
 Переможець кубка ліги: 2023